# Llamil Simes
Llamil Simes (né le 20 janvier 1923 à Córdoba en Argentine et mort le 20 février 1980) était un joueur de football argentin qui évoluait au poste d'attaquant.

## Biographie
Simes commence sa carrière au Club Atlético Huracán en 1943 et y joue jusqu'en 1947, avant de rejoindre le Racing Club de Avellaneda où il évolue de 1948 à 1955. Il finit sa carrière au Club Atlético Tigre en 1956. Il finit meilleur buteur de la Primera División lors de la saison 1949, avec 26 buts pour le Racing, et reste l'un des meilleurs buteurs de l'histoire du championnat argentin.